# Wheatfield (Oxfordshire)
Wheatfield is een civil parish in het bestuurlijke gebied South Oxfordshire, in het Engelse graafschap Oxfordshire met 22 inwoners.